# Systematik der Kakteengewächse
Systematik der Kakteengewächse bietet einen Überblick über die verschiedenen Systematiken der Kakteengewächse (Cactaceae). 

## Systematik nach N.Korotkova et al. (2021)
- Acanthocalycium Backeb.
- Acanthocereus (Engelm. ex A.Berger) Britton & Rose
- Acharagma (N.P.Taylor) Glass
- Airampoa Frič = Tunilla D.R.Hunt & Iliff nom. superfl.
- Aporocactus Lem.
- Ariocarpus Scheidw.
- Armatocereus Backeb.
- Arrojadoa Britton & Rose
- Arthrocereus A.Berger
- Astrophytum Lem.
- Austrocactus Britton & Rose
- Austrocylindropuntia Backeb.
- Aylostera Speg.
- Aztekium Boed.
- Bergerocactus Britton & Rose
  - Bergerocactus emoryi (Engelm.) Britton & Rose
- Blossfeldia Werderm.
  - Blossfeldia liliputana Werderm.
- Borzicactus Riccob.
- Brachycereus Britton & Rose
  - Brachycereus nesioticus (K.Schum.) Backeb.
- Brasilicereus Backeb.
- Brasiliopuntia (K.Schum.) A.Berger
- Browningia Britton & Rose
- Calymmanthium F.Ritter
  - Calymmanthium substerile F.Ritter
- Carnegiea Britton & Rose
  - Carnegiea gigantea (Engelm.) Britton & Rose
- Castellanosia Cárdenas
  - Castellanosia caineana Cárdenas
- Cephalocereus Pfeiff.
- Cereus Mill.
- Chamaecereus Britton & Rose
- Cipocereus F.Ritter
- Cleistocactus Lem.
- Cochemiea (K.Brandegee) Walton
- Coleocephalocereus Backeb.
- Consolea Lem.
- Copiapoa Britton & Rose
- Corryocactus Britton & Rose
- Coryphantha (Engelm.) Lem.
- Cremnocereus M.Lowry, Winberg & Gut.Romero
  - Cremnocereus albipilosus M.Lowry & Winberg
- Cumarinia (F.M.Knuth) Buxb.
  - Cumarinia odorata (Boed.) Buxb.
- Cumulopuntia F.Ritter
- Cylindropuntia (Engelm.) F.M.Knuth
- Deamia Britton & Rose
- Denmoza Britton & Rose
  - Denmoza rhodacantha (Salm-Dyck) Britton & Rose
- Discocactus Pfeiff.
- Disocactus Lindl.
- Echinocactus Link & Otto
- Echinocereus Engelm.
- Echinopsis Zucc.
- Epiphyllum Haw.
- Epithelantha F.A.C.Weber ex Britton & Rose
- Eriosyce Phil.
- Escobaria Britton & Rose
- Escontria Rose
  - Escontria chiotilla (F.A.C.Weber ex K.Schum.) Rose
- Espostoa Britton & Rose
- Espostoopsis Buxb.
  - Espostoopsis dybowskii (Rol.-Goss.) Buxb.
- Estevesia P.J.Braun
  - Estevesia alex-bragae P.J.Braun & Esteves
- Eulychnia Phil.
- Facheiroa Britton & Rose
- Ferocactus Britton & Rose
- Frailea Britton & Rose
- Geohintonia Glass & W.A.Fitz Maur.
  - Geohintonia mexicana Glass & W.A.Fitz Maur.
- Grusonia F.Rchb. ex Britton & Rose
- Gymnocalycium Pfeiff. ex Mittler
- Haageocereus Backeb.
- Harrisia Britton
- Hatiora Britton & Rose
- Homalocephala Britton & Rose
- Isolatocereus Backeb.
  - Isolatocereus dumortieri (Scheidw.) Backeb.
- Jasminocereus Britton & Rose
  - Jasminocereus thouarsii (F.A.C.Weber) Backeb.
- Kadenicarpus Doweld
- Kimnachia S.Arias & N.Korotkova
- Kroenleinia Lodé
  - Kroenleinia grusonii (Hildm.) Lodé
- Lasiocereus F.Ritter
- Lemaireocereus Britton & Rose
- Leocereus Britton & Rose
  - Leocereus bahiensis Britton & Rose
- Lepismium Pfeiff.
- Leptocereus (A.Berger) Britton & Rose
- Leuchtenbergia Hook.
  - Leuchtenbergia principis Hook.
- Leucostele Backeb.
- Leuenbergeria Lodé
- Lobivia Britton & Rose
- Lophocereus (A.Berger) Britton & Rose
- Lophophora J.M.Coult.
- Lymanbensonia Kimnach
- Maihuenia (Phil. ex F.A.C.Weber) K.Schum.
- Maihueniopsis Speg.
- Mammillaria Haw.
- Marshallocereus Backeb.
  - Marshallocereus aragonii (F.A.C.Weber) Backeb.
- Matucana Britton & Rose
- Melocactus Link & Otto
- Micranthocereus Backeb.
- Micropuntia Daston
  - Micropuntia pulchella (Engelm.) M.P.Griff.
- Mila Britton & Rose
  - Mila caespitosa Britton & Rose
    - Mila caespitosa subsp. caespitosa
    - Mila caespitosa subsp. pugionifera (Rauh & Backeb.) D.R.Hunt
- Miqueliopuntia Frič ex F.Ritter
  - Miqueliopuntia miquelii (Monv.) F.Ritter
- Morangaya G.D.Rowley
  - Morangaya pensilis (K.Brandegee) G.D.Rowley
- Myrtillocactus Console
- Neoraimondia Britton & Rose
- Neowerdermannia Frič
- Nyctocereus (A.Berger) Britton & Rose
  - Nyctocereus serpentinus (Lag. & Rodr.) Britton & Rose
- Obregonia Frič
  - Obregonia denegrii Frič
- Opuntia Mill.
- Oreocereus (A.Berger) Riccob.
- Oroya Britton & Rose
- Pachycereus (A.Berger) Britton & Rose
- Parodia Speg.
- Pediocactus Britton & Rose
- Pelecyphora C.Ehrenb.
- Peniocereus (A.Berger) Britton & Rose
- Pereskia Mill.
- Pereskiopsis Britton & Rose
- Pfeiffera Salm-Dyck
- Pilosocereus Byles & G.D.Rowley
- Polaskia Backeb.
- Praecereus Buxb.
- Pseudorhipsalis Britton & Rose
- Pterocactus K.Schum.
- Punotia D.R.Hunt
  - Punotia lagopus (K.Schum.) D.R.Hunt
- Pygmaeocereus H.Johnson & Backeb.
- Quiabentia Britton & Rose
- Rapicactus Buxb. & Oehme
- Rauhocereus Backeb.
- Rebutia K.Schum.
- Reicheocactus Backeb.
- Rhipsalidopsis Britton & Rose
- Rhipsalis Gaertn.
- Rimacactus Mottram
  - Rimacactus laui (Lüthy) Mottram
- Salmonopuntia P.V.Heath
- Samaipaticereus Cárdenas
  - Samaipaticereus corroanus Cárdenas
- Schlumbergera Lem.
- Sclerocactus Britton & Rose
- Selenicereus (A.Berger) Britton & Rose
- Setiechinopsis Backeb. ex de Haas
  - Setiechinopsis mirabilis (Speg.) Backeb. ex de Haas
- Soehrensia Backeb.
- Stenocactus (K.Schum.) A.Berger
- Stenocereus (A.Berger) Riccob.
- Stephanocereus A.Berger
- Stetsonia Britton & Rose
  - Stetsonia coryne (Salm-Dyck) Britton & Rose
- Strombocactus Britton & Rose
- Strophocactus Britton & Rose
- Tacinga Britton & Rose
- Tephrocactus Lem.
- Thelocactus (K.Schum.) Britton & Rose
- Trichocereus (A.Berger) Riccob.
- Turbinicarpus (Backeb.) Buxb. & Backeb.
- Uebelmannia Buining
- Vatricania Backeb.
  - Vatricania guentheri (Kupper) Backeb.
- Weberbauerocereus Backeb.
- Weberocereus Britton & Rose
- Weingartia Werderm.
- Xiquexique Lavor, Calvente & Versieux
- Yavia R.Kiesling & Piltz
  - Yavia cryptocarpa R.Kiesling & Piltz
- Yungasocereus F.Ritter
  - Yungasocereus inquisivensis (Cárdenas) F.Ritter ex Eggli

## Systematik nach Nyffeler/Eggli (2010)
Basierend auf den bis zu diesem Zeitpunkt erfolgten molekularen phylogenetischen Untersuchungen an Kakteen schlugen Reto Nyffeler und Urs Eggli 2010 folgende neue supragenerische Klassifikation der Kakteen vor:
- Unterfamilie Pereskioideae Engelm.
  - Pereskia
- Unterfamilie Maihuenioideae P.Fearn
  - Maihuenia
- Unterfamilie Opuntioideae Burnett
  - Tribus Cylindropuntieae Doweld
    - Austrocylindropuntia
    - Cumulopuntia
    - Cylindropuntia
    - Grusonia
    - Maihueniopsis
    - Micropuntia
    - Pereskiopsis
    - Quiabentia
    - Tephrocactus

  - Tribus Opuntieae
    - Brasiliopuntia
    - Miqueliopuntia
    - Opuntia
    - Tacinga
    - Tunilla

  - „Cumulopuntia“ – teilweise
  - „Maihueniopsis“ – teilweise
  - Pterocactus
  - Puna
- Unterfamilie Cactoideae
  - Tribus Blossfeldiae Crozier
    - Blossfeldia

  - Tribus Cacteae
    - Acharagma
    - Ariocarpus
    - Astrophytum
    - Aztekium
    - Coryphantha
    - Digitostigma
    - Echinocactus
    - Echinomastus
    - Epithelantha
    - Escobaria
    - Ferocactus
    - Geohintonia
    - Leuchtenbergia
    - Lophophora
    - Mammillaria
    - Mammilloydia
    - Neolloydia
    - Obregonia
    - Ortegocactus
    - Pediocactus
    - Pelecyphora
    - Sclerocactus
    - Stenocactus
    - Strombocactus
    - Thelocactus
    - Turbinicarpus

  - Tribus Phyllocacteae Salm-Dyck
    - Untertribus Corryocactinae Buxb.
      - Acanthocereus
      - Armatocereus
      - Austrocactus
      - Brachycereus
      - Castellanosia
      - Corryocactus
      - Dendrocereus
      - Eulychnia
      - Jasminocereus
      - Leptocereus
      - Neoraimondia
      - Pfeiffera

    - Untertribus Hylocereinae
      - Disocactus
      - Epiphyllum
      - Hylocereus
      - Pseudorhipsalis
      - Selenicereus
      - Weberocereus

    - Untertribus Echinocereinae Britton & Rose
      - Bergerocactus
      - Carnegiea
      - Cephalocereus
      - Echinocereus
      - Escontria
      - Isolatocereus
      - Myrtillocactus
      - Neobuxbaumia
      - Pachycereus
      - Peniocereus
      - Polaskia
      - Pseudoacanthocereus
      - Stenocereus
      - Strophocactus

  - Tribus Rhipsalideae DC.
    - Hatiora
    - Lepismium
    - Rhipsalis
    - Schlumbergera

  - Tribus Notocacteae Buxb.
    - Eriosyce
    - Neowerdermannia
    - Parodia
    - Rimacactus
    - Yavia

  - Tribus Cereeae Salm-Dyck
    - Untertribus Rebutiinae Donald
      - Browningia
      - Gymnocalycium
      - Lasiocereus
      - Rebutia
      - Stetsonia
      - Uebelmannia
      - Weingartia

    - Untertribus Cereinae Britton & Rose
      - Arrojadoa
      - Brasilicereus
      - Cereus
      - Cipocereus
      - Coleocephalocereus
      - Discocactus
      - Facheiroa
      - Leocereus
      - Melocactus
      - Micranthocereus
      - Pierrebraunia
      - Pilosocereus
      - Praecereus
      - Stephanocereus

    - Untertribus Trichocereinae Buxb.
      - Acanthocalycium
      - Arthrocereus
      - Borzicactus
      - Cephalocleistocactus
      - Cleistocactus
      - Denmoza
      - Echinopsis
      - Espostoa
      - Espostoopsis
      - Haageocereus
      - Harrisia
      - Matucana
      - Mila
      - Oreocereus
      - Oroya
      - Rauhocereus
      - Samaipaticereus
      - Vatricania
      - Weberbauerocereus
      - Yungasocereus

  - Calymmanthium
  - Copiapoa
  - Frailea

## Systematik nach Anderson/Eggli (2005)
- Unterfamilie Pereskioideae
  - Pereskia Mill.
- Unterfamilie Maihuenioideae
  - Maihuenia (Phil. ex F.A.C.Weber) K.Schum.
- Unterfamilie Opuntioideae
  - Tribus Austrocylindropuntieae
    - Austrocylindropuntia Backeb.
    - Cumulopuntia F.Ritter

  - Tribus Pterocacteae
    - Pterocactus K.Schum.

  - Tribus Tephrocacteae
    - Maihueniopsis Speg.
    - Tephrocactus Lem.

  - Tribus Cylindropuntieae
    - Cylindropuntia (Engelm.) F.M.Knuth
    - Grusonia F.Rchb. ex Britton & Rose
    - Pereskiopsis Britton & Rose
    - Quiabentia Britton & Rose

  - Tribus Opuntieae
    - Brasiliopuntia (K.Schum.) A.Berger
      - Brasiliopuntia brasiliensis (Willd.) A.Berger

    - Consolea Lem.
    - Miqueliopuntia Frič ex F.Ritter
      - Miqueliopuntia miquelii (Monv.) F.Ritter

    - Opuntia Mill.
    - Tacinga Britton & Rose
    - Tunilla D.R.Hunt & Iliff
- Unterfamilie Cactoideae
  - Tribus Calymmantheae
    - Calymmanthium F.Ritter
      - Calymmanthium substerile F.Ritter

  - Tribus Hylocereeae
    - Disocactus Lindl.
    - Epiphyllum Haw.
    - Hylocereus (A.Berger) Britton & Rose
    - Pseudorhipsalis Britton & Rose
    - Selenicereus (A.Berger) Britton & Rose
    - Weberocereus Britton & Rose

  - Tribus Cereeae
    - Arrojadoa Britton & Rose
    - Brasilicereus Backeb.
    - Cereus Mill.
    - Cipocereus F.Ritter
    - Coleocephalocereus Backeb.
    - Melocactus Link & Otto
    - Micranthocereus Backeb.
    - Pierrebraunia Esteves
    - Pilosocereus Byles & G.D.Rowley
    - Praecereus Buxb.
    - Stephanocereus A.Berger
    - Uebelmannia Buining

  - Tribus Trichocereeae
    - Acanthocalycium Backeb.
    - Arthrocereus A.Berger
    - Cephalocleistocactus F.Ritter
      - Cephalocleistocactus chrysocephalus F.Ritter

    - Cleistocactus Lem.
    - Denmoza Britton & Rose
      - Denmoza rhodacantha (Salm-Dyck) Britton & Rose

    - Discocactus Pfeiff.
    - Echinopsis Zucc.
    - Espostoa Britton & Rose
    - Espostoopsis Buxb.
      - Espostoopsis dybowskii (Rol.-Goss.) Buxb.

    - Facheiroa Britton & Rose
    - Gymnocalycium Pfeiff. ex Mittler
    - Haageocereus Backeb.
    - Harrisia Britton
    - Lasiocereus F.Ritter
    - Leocereus Britton & Rose
      - Leocereus bahiensis Britton & Rose

    - Matucana Britton & Rose
    - Mila Britton & Rose
      - Mila caespitosa Britton & Rose

    - Oreocereus (A.Berger) Riccob.
    - Oroya Britton & Rose
    - Pygmaeocereus H.Johnson & Backeb.
    - Rauhocereus Backeb.
      - Rauhocereus riosaniensis Backeb.

    - Rebutia K.Schum.
    - Samaipaticereus Cárdenas
      - Samaipaticereus corroanus Cárdenas

    - Sulcorebutia Backeb.
    - Weberbauerocereus Backeb.
    - Weingartia Werderm.
    - Yungasocereus F.Ritter
      - Yungasocereus inquisivensis (Cárdenas) F.Ritter ex Eggli

  - Tribus Notocacteae
    - Austrocactus Britton & Rose
    - Blossfeldia Werderm.
      - Blossfeldia liliputana Werderm.

    - Cintia Kníže & Říha
      - Cintia knizei Říha

    - Corryocactus Britton & Rose
    - Copiapoa Britton & Rose
    - Eriosyce Phil.
    - Eulychnia Phil.
    - Frailea Britton & Rose
    - Neowerdermannia Frič
    - Parodia Speg.
    - Yavia R.Kiesling & Piltz
      - Yavia cryptocarpa R.Kiesling & Piltz

  - Tribus Rhipsalideae
    - Hatiora Britton & Rose
    - Lepismium Pfeiff.
    - Rhipsalis Gaertn.
    - Schlumbergera Lem.

  - Tribus Browningieae
    - Armatocereus Backeb.
    - Brachycereus Britton & Rose
      - Brachycereus nesioticus (K.Schum.) Backeb.

    - Browningia Britton & Rose
    - Jasminocereus Britton & Rose
      - Jasminocereus thouarsii (F.A.C.Weber) Backeb.

    - Neoraimondia Britton & Rose
    - Stetsonia Britton & Rose
      - Stetsonia coryne (Salm-Dyck) Britton & Rose

  - Tribus Pachycereeae
    - Acanthocereus  (Engelm. ex A.Berger) Britton & Rose
    - Bergerocactus Britton & Rose
      - Bergerocactus emoryi (Engelm.) Britton & Rose

    - Carnegiea Britton & Rose
      - Carnegiea gigantea (Engelm.) Britton & Rose

    - Cephalocereus Pfeiff.
    - Dendrocereus Britton & Rose
    - Echinocereus Engelm.
    - Escontria Rose
      - Escontria chiotilla (F.A.C.Weber) Rose

    - Isolatocereus Backeb.
      - Isolatocereus dumortieri (Scheidw.) Backeb.

    - Leptocereus (A.Berger) Britton & Rose
    - Myrtillocactus Console
    - Neobuxbaumia Backeb.
    - Pachycereus (A.Berger) Britton & Rose
    - Peniocereus (A.Berger) Britton & Rose
    - Polaskia Backeb.
    - Pseudoacanthocereus F.Ritter
    - Stenocereus (A.Berger) Riccob.

  - Tribus Cacteae
    - Acharagma (N.P.Taylor) Glass
    - Ariocarpus Scheidw.
    - Astrophytum Lem.
    - Aztekium Boed.
    - Coryphantha (Engelm.) Lem.
    - Digitostigma Velazco & Nevárez
    - Echinocactus Link & Otto
    - Echinomastus Britton & Rose
    - Epithelantha F.A.C.Weber ex Britton & Rose
    - Escobaria Britton & Rose
    - Ferocactus Britton & Rose
    - Geohintonia Glass & W.A.Fitz Maur.
      - Geohintonia mexicana Glass & W.A.Fitz Maur.

    - Leuchtenbergia Hook.
      - Leuchtenbergia principis Hook.

    - Lophophora J.M.Coult.
    - Mammillaria Haw.
    - Mammilloydia Buxb.
      - Mammilloydia candida (Schweidw.) Buxb.

    - Neolloydia Britton & Rose
    - Obregonia Frič
      - Obregonia denegrii Frič

    - Ortegocactus Alexander
      - Ortegocactus macdougallii Alexander

    - Pediocactus Britton & Rose
    - Pelecyphora C.Ehrenb.
    - Sclerocactus Britton & Rose
    - Stenocactus  (K.Schum.) A.Berger
    - Strombocactus Britton & Rose
      - Strombocactus disciformis (DC.) Britton & Rose

    - Thelocactus (K.Schum.) Britton & Rose
    - Turbinicarpus (Backeb.) Buxb. & Backeb.

## Nachweise